# الأزمة المالية اللاتفية 2008

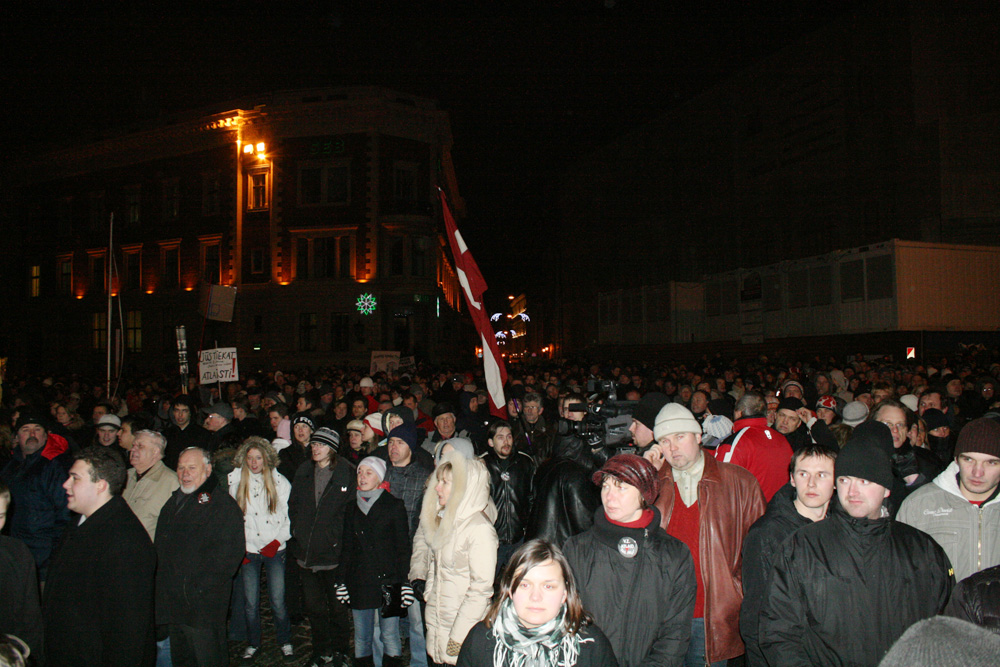

تعد أزمة لاتفيا المالية لعام 2008 إحدى تبعات الأزمة المالية العالمية في الفترة 2008-2009، كما أنها كانت أزمة اقتصادية وسياسية كبرى في لاتفيا. نشأت الأزمة عندما انفجر سوق الائتمانات، مما أدى إلى أزمة بطالة في البلاد، إلى جانب إفلاس العديد من الشركات. منذ عام 2010، تعافى النشاط الاقتصادي وأصبح معدل النمو الاقتصادي في لاتفيا في الأرباع الثلاثة الأولى من عام 2012 الأسرع بين الدول الأعضاء في الاتحاد الأوروبي.

## تطور الأحداث
في عام 2008، وبعد سنوات من النجاح الاقتصادي المزدهر، عاش الاقتصاد اللاتفي واحدة من أشد حالات الركود في العالم، حيث ارتفع بوتيرة سريعة في الربع الأخير من السنة، كما تقلص الناتج المحلي الإجمالي بنسبة 10.5٪. في فبراير 2009، طلبت حكومة لاتفيا من صندوق النقد الدولي والاتحاد الأوروبي الحصول على قرض إنقاذ طارئ بقيمة 7.5 مليار يورو، بينما قامت في الوقت نفسه بتأميم بنك باريكس، ثاني أكبر بنك في البلاد.
فيما يتعلق بمشاكل الإفلاس، خفضت وكالة ستاندرد آند بورز التصنيف الائتماني للاتفيا في وقت لاحق إلى تصنيف BB+ أو «غير المرغوب فيه»، وهو أسوأ تصنيف للاتفيا على الإطلاق. تم وضع تصنيفها على التوقعات السلبية، مما يشير إلى احتمال مزيد من الانخفاض. في 20 فبراير، انهارت الحكومة الائتلافية اللاتفية برئاسة رئيس الوزراء إيفارس غودمانيس.
كانت دول البلطيق من بين أكثر الدول تضرراً من الأزمة المالية العالمية. في ديسمبر 2008، بلغ معدل البطالة في لاتفيا 7٪. بحلول ديسمبر 2009، ارتفع الرقم إلى 22.8٪. زاد عدد العاطلين عن العمل بأكثر من ثلاثة أضعاف منذ بداية الأزمة، مما أعطى لاتفيا أعلى معدل لنمو البطالة في الاتحاد الأوروبي. توقعت تقديرات أوائل عام 2009 أن الاقتصاد سوف ينكمش بنحو 12٪ في عام 2009، ولكن حتى تلك التوقعات القاتمة اتضح أنها كانت متفائلة للغاية، حيث تقلص الاقتصاد بنسبة 18٪ في الربع الأخير من عام 2009، مما أظهر علامات ضئيلة على انتعاش اقتصاد البلاد.
ومع ذلك، بحلول عام 2010، لاحظ المعلقون علامات استقرار في الاقتصاد اللاتفي. رفعت وكالة التصنيف ستاندرد آند بورز توقعاتها بشأن ديون لاتفيا من سلبية إلى مستقرة. كان الحساب الجاري لاتفيا، الذي كان في عجز بنسبة 27٪ في أواخر عام 2006، في فائض في فبراير 2010. صرح كينيث أورتشارد، كبير المحللين في وكالة موديز الاستثمارية:
«إن الاقتصاد الإقليمي القوي يدعم الإنتاج والصادرات في لاتفيا، في حين يشير الارتفاع الحاد في رصيد الحساب الجاري إلى أن» التخفيض الداخلي «في البلاد يؤتي أكله».
في يونيو 2012، أشادت كريستين لاجارد، العضو المنتدب لصندوق النقد الدولي، بإنجازات لاتفيا في تحقيق التوازن الاقتصادي في البلاد، وأكدت على أنه يتعين على لاتفيا إكمال ثلاث مهام أخرى - السعي للانضمام إلى منطقة اليورو، وتعزيز القدرة التنافسية للاقتصاد المحلي، والحد من عدم المساواة الاجتماعية. وخلصت إلى أنه من خلال تنفيذ برنامج القروض الدولية، أثبتت لاتفيا أنه يمكن أن تكون قوية ومنضبطة.